# Hoplitis bunocephala
Hoplitis bunocephala is een vliesvleugelig insect uit de familie Megachilidae. De wetenschappelijke naam van de soort is voor het eerst geldig gepubliceerd in 1947 door Michener.